# Tour de l'Horloge (Saint-Jean-du-Gard)
Pour les articles homonymes, voir Tour de l'Horloge.
La Tour de l'Horloge est le clocher de l'Église évangélique Libre de Saint-Jean-du-Gard. Cette église a été construite au XIIe siècle. Elle est située au niveau de la Place du Marché.

## Histoire
Cette tour est inscrite au titre des monuments historiques depuis 1963.

## Note
Ne doit pas être confondu avec l'Église Saint-Jean-Baptiste, cette dernière étant située Rue du Maréchal de Thoiras en face du Château de Saint-Jean-du-Gard.